# Maldivian Democratic Party
Maldivian Democratic Party (MDP) er et politisk parti i østaten Maldiverne. MDP er et liberalt parti med højt prioriterede mål om promovering af menneskerettigheder og demokrati i Maldiverne.
Der har ikke været politiske partier i Maldiverne siden 1952, men MDP søgte alligevel at lade sig registrere den 24. februar 2001. Skønt Maldivernes forfatning faktisk tillod politiske partier at operere, blev MDPs ansøgning afslået. Umiddelbart efter en række demokratiske opstande i 2003, hvorunder bl.a. den politiske aktivist Evan Naseem blev dræbt, bekendtgjorde MDP 10. november 2003, at partiet nu var grundlagt og at det indtil videre ville fungere i eksil fra Sri Lanka. Her var partiet blevet grundlagt af en gruppe på 42 personer, som inkluderede parlamentsmedlemmer, en tidligere minister samt ledende forretningsfolk. Partiet afholdt sit første partikonvent 13. februar 2004.
Selvom MDP endnu ikke var anerkendt af Maldivernes regering, begyndte partiet at fungere i Maldiverne fra 30. april 2005, samtidig med at partiets leder Mohamed Nasheed ("Anni") returnerede til Maldiverne fra sit eksil.
Den 2. juni 2005 vedtog Maldivernes 50-medlemmer store lovgivende forsamling "The Majlis" enstemmigt at tillade politiske partier i Maldiverne. MDP war derefter det første politiske parti, som indleverede sin registrering den 9. juni, hvorefter det blev registreret og godkendt den 26. juni 2005.
Den 14. april 2007 valgte partiet den tidligere politiske aktivist, samvittighedsfange og eksilpolitiker Mohamed Nasheed til partiets præsidentkandidat ved præsidentvalget 2008. Under præsidentvalgets første valgrunde 8. oktober 2008, fik Nasheed omkring 25% af stemmerne, men mindre end den siddende præsident Maumoon Abdul Gayoom. De to mødtes i den anden og afgørende valgrunde, hvor Nasheed vandt, hvorefter han blev taget i ed som Maldivernes præsident 11. november 2008.

## Eksterne links
- Maldivian Democratic Party – officiel website